# Vincent de La Rue
Pour les articles homonymes, voir De La Rue.
Charles Vincent de La Rue, né en 1707 à Corbie et mort à Paris le 29 mars 1762, est un exégète bénédictin français.

## Biographie
Entré en 1725, à dix-huit ans, dans la congrégation de Saint-Maur à l’abbaye de Saint-Melaine, dans le diocèse de Rennes, dom Charles Vincent de La Rue acheva l’édition des œuvres d’Origène (IId -IIIe siècles) entreprise par son oncle paternel, le bénédictin dom Charles de La Rue. Celui-ci, frappé d'une attaque en 1737, muet et hémiplégique, avait sollicité pour l'aider à poursuivre ses travaux l'assistance de son neveu qui fut assigné à cette occasion à Saint-Germain-des-Prés.
On a encore de dom Vincent de La Rue : Bibliorum sacrorum latinæ versiones antiquæ, seu vetus Italica ; 3 vol. in-fol. Dom Pierre Sabatier (1682-1742) a publié le 1er vol. en 1742, et dom de La Rue, les deux autres.